# Binzra
Binzra est une localité du centre-ouest de la Côte d'Ivoire, et appartenant au département de Zuénoula, dans la Région de la Marahoué. La localité de Binzra est un chef-lieu de commune.